# 路環三聖宮

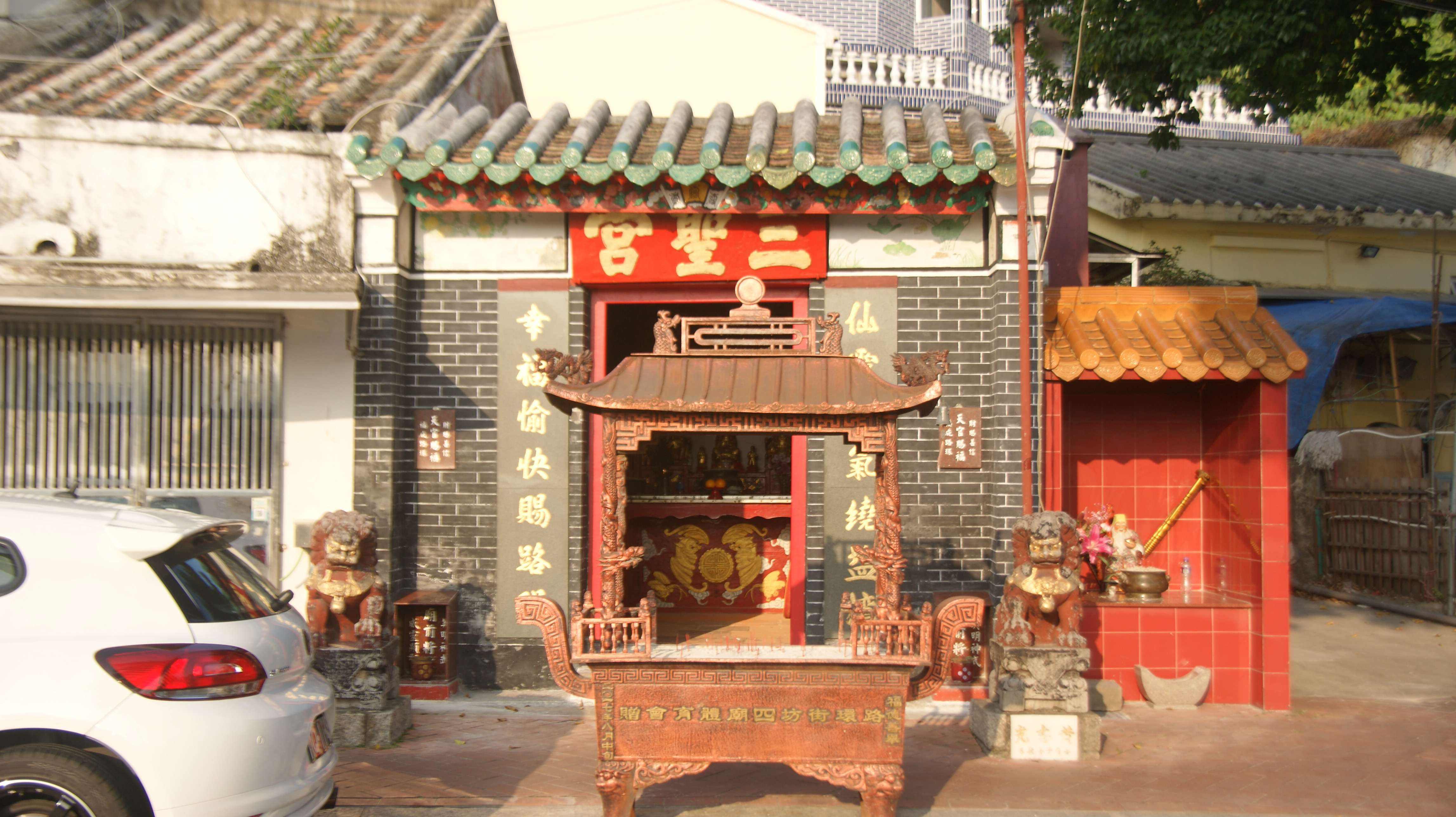
路環三聖廟

路環三聖廟（葡萄牙語：Templo de Sam Seng em Coloane）又稱金花廟，位於路環船人街，早於同治四年（1865年）已建成。與譚公廟、天后古廟和觀音古廟為路環四廟。

## 歷史
路環金花廟又稱聖三宮，主神有三位：金花娘娘、觀音大士、華光大帝。
 
離島祀奉金花娘娘廟宇只有一家，是路環金花廟。而在澳門則比較常見，十分普遍，包括有蓮峰廟、蓮溪廟、包公廟、呂祖仙院、觀音古廟（觀音仔）。本澳廟宇中的神祗多源自中原，金花夫人卻是地道的嶺南女神。金花娘娘起源自廣州。傳說明代一姓陳的巡撫夫人難產，後得仙人報夢，指請得金花，可平安得子。於是巡撫下令手下找尋，當金花抵達門口之際，巡撫夫人終產下貴子。金花據傳係番禺一戶姓金人家的女兒，從此，金花成家喻戶曉的人物，但凡有人難產，總有人前來要求助。後至其成大成人，無法配婚而投水自盡。投湖七日之後，湖中泛起一具人形檀香木雕，後人們將木雕供奉，奉為“金花小娘廟”，又稱“金花普主惠福夫人廟”。澳門蓮溪廟、包公廟祀奉金花娘娘十二位，另加四位俗神，但離島的金花崇拜，相對而言，比較簡單，廟中祗奉金花娘娘一尊。

1988年，路環四廟慈善會集資將此廟重修，而且每年均作粉飾，令廟貌常新。

## 建築
這一小廟門有對聯：『仙靈瑞氣繞鹽灣，幸福愉快賜路環』。金花廟是立於晚清的小型廟宇，廟中有雲板一塊，銘文如下：『沐恩弟子黎連有敬酬，同治四年臘月吉旦立，隆盛爐造』。也就是說，同治四年即1865年，距今已經一百三十多年前此廟已立。
雲板在本澳廟宇中並不多見。雲板由鐵鑄成，雲形，板狀，主要作用係錘敲報時，眼下有此廟宇沒有鐵鐘或銅鐘，則以雲板代鐘，敲之。除金花廟外，氹仔關帝廟、觀音岩亦有雲板。金花廟內另有楹聯，年代同為晚清：『慈雲遍鏡海恩庇我輩於今襁褓荷帡幪，眛火顯鹽灣澤及生民此日鄉閶歌赫濯』。此外，廟內還有一張宣統二年的香案，案圍刻有一隻大蝙蝠，是全澳唯一一幀飾有巨大蝙蝠圖案的桌圍。

## 詮釋
1. ↑  鹽灣、鹽灶灣，俱為路環古稱。